# Walker Zimmerman
Walker Dwain Zimmerman (* 19. Mai 1993 in Lawrenceville, Georgia) ist ein US-amerikanischer Fußballspieler, der meist als Abwehrspieler eingesetzt wird.

## Karriere

### Jugend und Amateurfußball
Walker Zimmerman spielte seine gesamte Jugend bei GSA Phoenix. Während seines Studiums an der Furman University spielte für die Mannschaft seiner Universität, den Furman Paladins. Zimmerman wurde in seinem ersten Jahr am College in das First-Team All-Southern Conference berufen und gewann die Auszeichnung Freshman of the Year.

### Vereinskarriere
Zimmerman wurde als siebter Pick in der ersten Runde des MLS SuperDraft vom FC Dallas gewählt. Er erhielt daraufhin einen Profivertrag beim FC Dallas. Sein Pflichtspieldebüt gab er am 11. Mai 2013 beim 2:1-Sieg gegen D.C. United.
Am 11. Februar 2020 verpflichtete der Nashville SC Zimmermann vom Los Angeles FC.
Seit 2019 ist Zimmerman regelmäßig unter den besten Verteidigern der Liga, die für das MLS All-Star Game nominiert und in die MLS Best XI gewählt werden. Seit 2023 ist er einer von nur 6 Spielern die fünf Mal (oder mehr) für die MLS Best XI ausgewählt wurden.

### Nationalmannschaft
Nach Einsätzen für die U-18 und U-20 kam Zimmerman am 4. Februar 2017 bei einem Freundschaftsspiel gegen Jamaika zu seinem ersten Einsatz mit der A-Nationalmannschaft. In den Folgejahren wurde er regelmäßig nominiert, so dass er auch zu den Teams gehörte die den CONCACAF Gold Cup 2021 und die CONCACAF Nations League 2022/23 gewannen.

## Titel und Auszeichnungen

### Titel (Verein)
- U.S. Open Cup: 2016
- Supporters’ Shield: 2016, 2019

### Titel (Nationalmannschaft)
- CONCACAF Gold Cup: 2021
- CONCACAF Nations League: 2023

### Individuelle Auszeichnungen
- MLS Defender of the Year: 2020, 2021
- MLS All-Star Game: 2019, 2021, 2022, 2023
- MLS Best XI: 2019, 2020, 2021, 2022, 2023